# آنتونیو مارگاریتو
آنتونیو مارگاریتو (انگلیسی: Antonio Margarito؛ زادهٔ ۱۸ مارس ۱۹۷۸) بوکسور اهل مکزیک است.